# ジョルジュ・パラント
ジョルジュ・パラント（Georges Palante, 1862年11月20日-1925年8月5日）はフランスの思想家。個人心理を捨象した社会的事実の存在を重視するデュルケーム派に反対する立場を取り、個人主義哲学を構想した。

## 概要
徹底した個人主義の哲学で知られ、ニーチェ、フロイト、シュティルナー、ショーペンハウアー、イプセンらから影響をうけている。哲学的、社会学的著書や、雑誌論文（とりわけ、『メルキュール・ド・フランス』誌の哲学時評を長年担当していた）を発表した。

## 経歴
パ＝ド＝カレー県ブランジー＝レザラスに生まれ、ドウェー大学にて文学士、のちに哲学アグレガシオンを取得。いくつかのリセで哲学教師をつとめたが、ブルターニュのサン＝ブリユーで圧倒的に長く（27年間）、死の前年まで教壇に立った。このため、生地でないにもかかわらず、「ブルターニュの哲学者」と称される。
1911年、当時のソルボンヌ大学に博士論文を提出したが、指導教授ガブリエル・セアイユとセレスタン・ブーグレに審査の開始自体を拒否された。この異例の門前払いは、デュルケーム学派に属するブーグレが、反デュルケーム的なパラントの論文を政治的に拒絶したことに一因があると推測される。
拒絶された博士論文『個人と社会の対立関係』は翌1912年出版された。博士副論文として予定されていた『ペシミズムと個人主義』（1914年刊行）とともに、パラントの主著にかぞえられる。
晩年は持病（当時は治療できなかった進行性のホルモン疾患）が悪化し、日常生活をいとなむことさえ苦しくなっていた。1922年、ボヴァリスムの理論家、ジュール・ド・ゴルティエとの論争が過熱し、決闘をいどむが、身体的理由からこれをとりさげざるを得なかった。1924年、停年を目前にして依願退職。1925年にコート＝ダルモール県イリオンで自殺した。
パラントの影響をうけた作家に、ルイ・ギルー、ジャン・グルニエ、そしてグルニエを介してカミュをあげることができる。最近では、ミシェル・オンフレーがパラントの著書の復刊に編者としてかかわる一方、本格的なパラント伝『ジョルジュ・パラント、ニーチェ左派のこころみ』を著した。オンフレー自身の思想形成にもパラントが決定的にかかわっている。
日本では大杉栄、夏目漱石、宮嶋資夫ら、パラントと同時代の思想家、作家に影響をあたえた。また、久木哲がパラント著作集を翻訳し、1971年から1986年にかけて刊行した。